# 罪 (宗教)
宗教上的罪是指一种违反道德规范的行为或者实施了这种行为的状态。通常这种行为准则由一个神（如亚伯拉罕诸教中的天主、上帝、神；真主）来裁定。

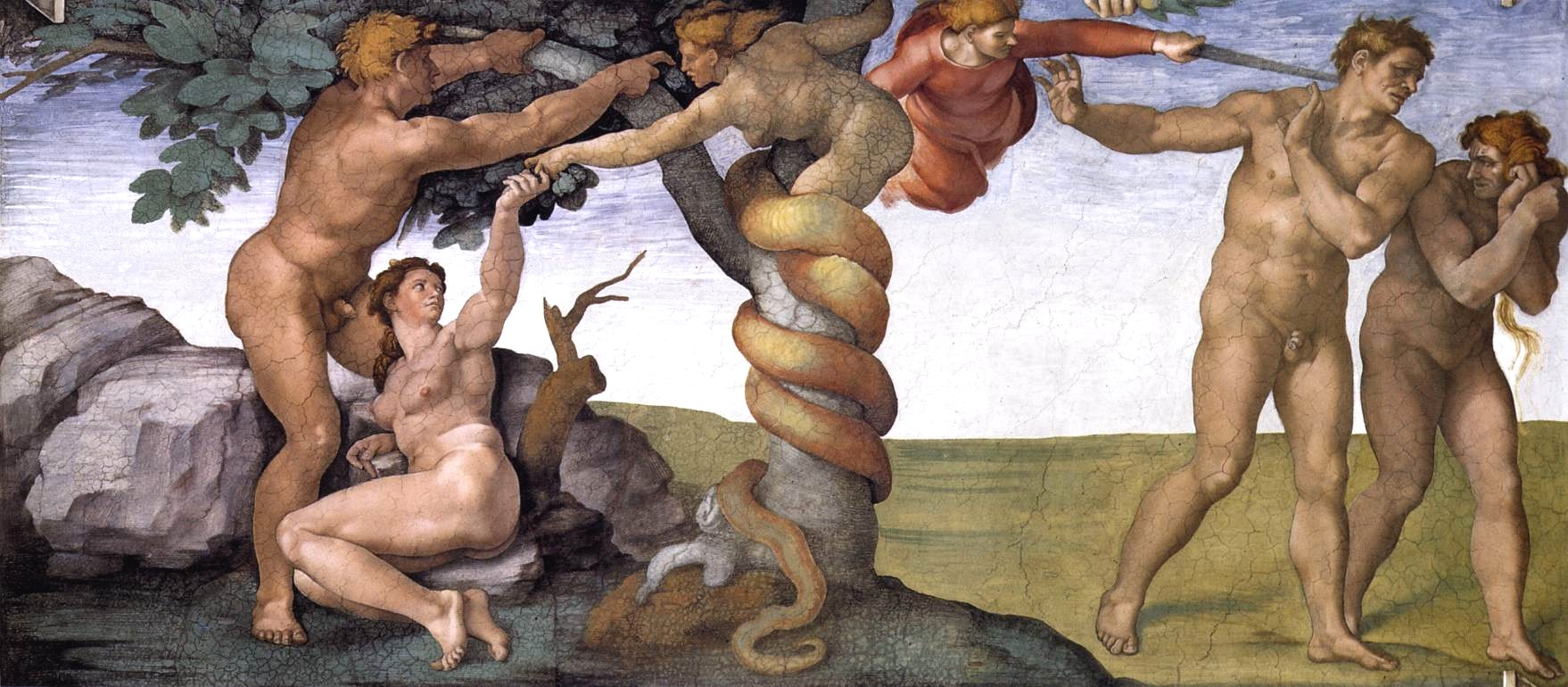
一幅描绘亚当和夏娃因原罪被驱逐出伊甸园的西斯廷礼拜堂壁画。

罪经常用于指称一种被禁止或不被认可的行为；在某些宗教（特别是基督教的某些教派）中，罪可以指一种思想状态而不是特指一种行为。口头上任何被认为不道德的、可耻的、有害的或者不友好的思想、言论或行为都可以称为“有罪的”(sinful)。
在各种宗教中对于罪的常见概念有：
- 他人、今生或身后的神和泛指的宇宙对于罪的惩罚。
- 犯罪是否必须故意的问题。
- 自知犯罪者的良知会产生罪恶感的观念。
- 对于罪行大小的判定尺度。
- 对于罪行（表示后悔并保证不再犯）的忏悔，与对过去罪行的救赎（atonement，赎罪）。
- （经常通过与神的交流或者灵媒进行）恕罪的可能性；基督教中常被称为救赎（salvation，不同于赎罪）。

法律上的犯罪和公正是相关的世俗概念。

## 在西方语言中的词源
在英文中“crime”一詞是指违反世俗法律的行为或称罪行，而sin则指宗教概念。sin这个词来源于古英语的synn，最早的使用见于记载是在9世纪。同样的词根出现在几种其他的日耳曼语中，如古诺斯语的synd，或德语的Sünde。可能存在一个日耳曼语的词根*sun(d)jō（字面意为“为真”）。
《新约圣经》中的通用希腊语词汇经常被翻译为“罪”。在古典希腊语中它的意思是“未中标记”或“未中目标”，也是古英语中的箭术词汇。但是在新约圣经时代所说的通用希腊语中，这个翻译是不确切的。
“辛”（Sin）也是美索不達米亞神话中的月神的名字。最近的某些学生曾将其与现代英语词汇“sin”联系起来，但是这似乎是出於民间词源学的一種聯想，因為辛這個詞是从苏美尔的月神名南纳衍生而来。在苏美尔神话《恩里尔与宁里尔》 （页面存档备份，存于）中，辛被囚禁在地下世界，恩里尔与宁里尔的儿子们被献出代替苏恩，使其得以返回地上。

## 佛教的罪观
佛教不认可“原罪”（sin）的概念，而主张“因果报应”的“业”，即业力，這脫胎于古印度的普遍的宗教觀，但有所揚棄發展。
簡單概括，所謂“業”漢譯就是行為、行，業有三種，身、口、意，身業即作出的所有行為，口業即作出的所有語言和類似暗示，意業即作出的所有思維。從“心識的动机”（意業）出發，表現在行為（身業）、語言（口業）上，不论善恶，都是“因”，有因則必然有果，漢語裡也稱為“報應”。业的果，可能导致生活水平下降、艰难困苦、毁形灭迹以及所有方式的生命中的不和谐，也可能导致身体健康、万事顺利，以及生命的和谐。善有善報，惡有惡報，無計業不定受報。因此佛教不認可人生來就有罪，而是認為人的罪過都是自己今生或前世的所造惡業的結果，如果現在還不加以改正——不做惡業、多做善業，而是繼續造惡業，少做或不做善業，那未來仍然要遭受相應的報應，因業力的相續而在六道中不停輪迴。
佛教的最高追求就是脫離輪迴、達成涅槃，最基本的方法就是“諸惡莫作，諸善奉行”。五戒是佛教的基本伦理戒律，由受过皈依戒的在家居士接受，是“諸惡莫作”的最基礎戒律。出家僧侶接受的戒律更加嚴格，通常達到二百多條。出家僧侶如果毀犯戒律，必須接受僧團相應的懲罰和懺悔。毀犯戒律的行為在漢文中亦譯作“罪”，例如僧侶具足戒中的大罪“波羅夷罪”，相應的懲罰是逐出僧團，喪失出家僧資格。

## 犹太教的罪观
犹太教认为违反神的诫命即是罪。按犹太教教义，罪是一种行为而不是一种状态。人类不是与生俱来倾向做恶的，但是“从小时起”便有此趋势（创世记8:21）。人拥有驾驭这种趋势（创世记4:7）和选择善恶（良知）（诗篇37:27）的能力。犹太教所称的“罪”包括了违反犹太教律法，但并不一定是道德上的缺失。根据犹太百科全书，“人必须为犯罪负责，因为人被赋予了自由意志("Behirah")；而且他天生意志薄弱，心欲做恶：“人从小时心里怀着恶念”（创世记8:21; Yoma 20a; Sanh. 105a）。因此上帝仁慈地允许人们忏悔与被宽恕。”犹太教认为每个人都在生命中的不同时间犯了罪，也认为上帝是恩威並施的。
希伯来语用“avera”（字面意为：罪过）泛称一切宗教上的罪。根据希伯来圣经的诗篇，犹太教将罪分为三级。犯罪的人分为三类。第一类是故意犯罪的人——“B'mezid”。这是最严重的罪行类别。第二类是过失犯罪者。这被称为“B'shogeg”，虽然当事人仍然需要为自己的行为负责，但是被认为严重程度较轻。第三类是“Tinok Shenishba”——某些在被同化的或非犹太社区长大，不懂得正规的犹太律法（“哈拉卡”）的人。这种人不被认为应为其行为负责。
- Pesha（蓄意犯罪；现代希伯来语：（法律上的）犯罪）或Mered（字面意思：反叛））——故意犯罪；某种蓄意对抗上帝的行为（史特朗经文汇编:H6588(פשע pesha', peh'shah)）。按史特朗的说法，它是由字根pasha`(H6586:)——反叛、犯错、冒犯——而来。

- Avon（字面意思：罪恶）——此罪为性欲或无法控制的感情。它是一种自知的犯罪，但不算蔑视上帝（史特朗经文汇编:H5771 (avon, aw-vone)）。按史特朗的说法，它是由字根`avah(:H5753:)——意为不正常、道德邪恶：错误、罪恶、损害——而来。

- Cheit——这是一种无意的罪、犯罪或过失。（史特朗经文汇编::H2399 (חַטָּא chate)）。按史特朗的说法，它是由字根khaw-taw (:H2398, H2403)——意为“错过，（射箭）未中目标，犯罪，失足”——而来。

犹太教认为人类不是完美无缺的，所有人都会犯很多次罪。但是，某些情况下的犯罪（即avon或cheit）并不遣人下地狱；只有一或两次极重的罪会导致接近标准意义上的地狱。圣经和犹太教拉比观念中的上帝是一个恩威并施的创造者。根据坦姆拉比（Rabbeinu Tam）在巴比伦塔木德中提到的（Rosh章HaShanah 17b），上帝有十三种仁慈的表现：
1. 上帝对犯罪的人是仁慈的，即使知道人能够犯罪。
2. 上帝即使对已犯罪的人也是仁慈的。
3. 上帝代表了仁慈的力量，即使在一个人并不期盼也不应获得仁慈的情况下。
4. 上帝是怜悯的，并减轻罪过的惩罚。
5. 上帝是和善的，即使对并不值得善对的人。
6. 上帝是不易怒的。
7. 上帝的善意是绰绰有余的。
8. 上帝是诚实的神，因此我们可以依信上帝饶恕悔过的罪人的保证。
9. 上帝保证善待我们的子孙，因为义人的先祖们（亚伯拉罕、以撒和雅各）的恩泽惠及子孙与所有的后代。
10. 上帝原谅有意的犯罪，若犯罪者忏悔。
11. 上帝原谅蓄意的挑衅，若犯罪者忏悔。
12. 上帝原谅过失而犯下的罪。
13. 上帝从悔罪者身上把罪除去。

因为犹太人受“效法上帝”教义所指引，从而仿效上帝，拉比们在制定犹太律法与当时的应用法规时也将这些表现考虑在内。
一本经典犹太教著作，纳坦拉比箴言集米德拉什(אבות דרבי נתן)说到：
|  | 一次，约翰南·本·扎卡伊拉比和约霍书亚拉比在耶路撒冷散步，他们走到了耶路撒冷圣殿处，那时它已成为废墟。“我们真不幸，”约霍书亚拉比哭喊道，“这座以色列的赎罪之屋现在倒塌成了废墟。”约翰南拉比回答说：“我们有另一个一样重要的的救赎之源——良善怜恤(gemilut hasadim)，正如常说的：‘我喜爱良善，不喜爱祭祀。’” |

巴比伦塔木德教导说：“约翰南拉比和埃勒阿扎尔拉比都解释过只要圣殿屹立，神坛会为以色列赎罪，但是现在（当把穷人请来作为客人时）一个人的餐桌也能赎罪。”(祷福书55a)
“敬畏之日”(至圣日，即犹太新年和赎罪日)的传统祈祷文称祷告、忏悔和仁爱(tzedakah)都是悔罪的方法。在犹太教中，对人(而不是对人或在心里)犯下的罪必须首先被纠正和尽全力来改正；没有尽全力纠正的罪不能说是已赎的罪。

### 犹太教的赎罪概念
希伯来圣经，也就是基督教中的旧约圣经中讨论了罪的救赎。赎罪仪式在耶路撒冷圣殿中举行，由犹太祭司主持。仪式包括歌颂、祷告、敬献称为燔祭的牺牲。赎罪日的仪式在利未记第15章中规定。被放到被宣布为阿撒泻勒的荒野中的替罪羊的仪式是其中之一(利未记16:20-22)。
摩西五经当中规定了几种作为赎罪的动物献祭：一种赎罪祭用来赎无意中犯下的罪，一种赎愆祭来赎违反宗教律法的罪。动物献祭的含义并没有在摩西五经中详述，虽然创世纪9：4和利未记第17章提到血和生命是有联系的。应当注意，现代的保守派犹太教徒和基督教徒主张犹太人从不相信所有的献祭都是用来赎罪的，只有赎罪祭和赎愆祭有这个目的；但是现代的早期犹太历史学者经常提出反对并认为这种区分是后来才出现的。圣经中较晚的先知偶尔会大致声明一下，人的心灵比献祭更重要：“耶和华喜悦燔祭和平安祭，岂如喜悦人听从他的话呢？听命胜于献祭。顺从胜于公羊的脂油。”(撒母耳记上15:22)；“我喜爱良善，不喜爱祭祀，喜爱认识神，胜于燔祭。”(何西阿书6:6)；“神所要的祭，就是忧伤的灵。……忧伤痛悔的心”(诗篇51:17)（参见以赛亚书1:11，诗篇40:6-8）。
尽管动物献祭是赎罪的规定，但是希伯来圣经并没有说动物献祭是赎罪的唯一方式。希伯来圣经教导说通过忏悔和祷告回归上帝是可能的。比如在约拿书和以斯帖记中，犹太人和异教徒都在忏悔，向上帝祷告并得到赦免，没有进行任何动物献祭 。另外，在现代社会，多数犹太人根本不会考虑动物献祭。在犹太新年和赎罪日的圣日，以及两者之间的十天中，悔罪主要是通过专门的祷告和赞歌进行的，而有些犹太人继续进行古老的牺牲献祭。一个悔罪常用的“献祭”方法是把面包放到水里，象征罪的消失和此人重新被上帝记在生命册上。犹太教公认的至圣日——赎罪日强调了这一点。
悔罪本身也是一中救赎的方法(见以西結書33:11，33:19，耶利米书36:3等)。希伯来语中的悔罪一词是teshuvah，字面意思是“回归（上帝）”。先知何西阿说：“当归向耶和华，用言语祷告他……”(何西阿书14:2)犹太教教义认为和上帝的个人关系允许人无论何时都可回归上帝，如瑪拉基書3:7：“你们要转向我，我就转向你们。”和以西結書18:27：“恶人若回头离开所行的恶，行正直与合理的事，他必将性命救活了。”另外，上帝是极其怜悯和宽容的，正如但以理書9:18指出的：“我们在你面前恳求，原不是因自己的义，乃因你的大怜悯。”
应注意现代犹太教对罪和赎罪的看法与希伯来圣经并不一致，更多来自见于犹太教口头律法中的圣经律法。

## 基督教的罪观

### 普遍观点
在西方基督教中，在某种意义上，罪经常被看作是违法或背约，因此与犹太教相似，侧重于救赎的法律意义。在东方基督教中，罪则更多地侧重于对人人或人神关系的影响。圣经将罪描述为不遵从上帝的道德教诲。这由来于《创世纪》中的亚当和夏娃。他们违抗上帝偷吃了分别善恶树上的果实。此时他们拥有了上帝的自行判断善恶的能力。因此，当亚当和夏娃从树上摘果子吃——而上帝禁止这一行为——时，死亡由罪而生；“认为他们可以比拟于神，违抗神命，就是罪”。但是，因为上帝是明确地对亚当谈过，而亚当告诉了夏娃上帝的话，所以通常认为亚当应该为发生的罪恶负最大的责任，因此人类的堕落常常指的是“亚当的罪”。这宗罪使亚当和他的子孙不能接近生命树，他们的寿命不再是无限的。“这就如罪是从一人入了世界，死又是从罪来的，于是死就临到众人，因为众人都犯了罪”(Romans 5:12)。在基督教神学中，耶稣死在基督十字架上是对亚当之罪的救赎。“在亚当里众人都死了。照样，在基督里众人也都要复活”(1 Corinthians 15:22)。
《新约》中被翻译成“罪”的希腊语词汇是hamartia，字面上的意思是错失目标。约翰一书3章4节说：“凡犯罪的，就是违背律法。违背律法就是罪。”耶稣订立了律法的基础，从而澄清了律法：“耶稣对他说，你要尽心，尽性，尽意，爱主你的神。这是诫命中的第一，且是最大的。其次也相仿，就是要爱人如己。这两条诫命，是律法和先知一切道里的总纲。”(Matthew 22:36–40)“律法”指的是出埃及记中上帝要求追随者遵循的十戒(Exodus 20:1–17)。在基督教中，救赎被看成是和解和与基督的一种真诚的关系。在给罗马人的信函6:23中写道：“但现今你们既从罪里得了释放，作了神的奴仆，就有成圣的果子，那结局就是永生。”东西方基督徒都承认，在经文的基础上，罪是拥有与上帝完整关系的一个障碍。但在约翰福音3:16中写道：“神爱世人，甚至将他的独生子赐给他们，叫一切信他的，不至灭亡，反得永生。”这一节是基督教的共同信条（见约翰福音）。某些基督教派相信救赎不是由行善而得，而是仅由信仰与遵循他们的宗教律法。这些基督徒相信人性因为有罪（不完美）不及上帝的“完美的荣光”，但是弥赛亚耶稣的牺牲提供了救赎的可能(给罗马人的信函3:23–24)。参见基督教律法。

### 罗马天主教观点
罗马天主教教义将本罪和原罪分别开来。本罪分至于死的和不至于死的。
至于死的罪是由于严重的事件而犯下的罪，犯罪者完全明白该行为（或故意不作为）是罪而且是重罪，并且在主观完全同意下实施该行为（或故意不作为）。犯下至于死的罪的人不能享受上帝的荣耀；犯罪本身就是拒绝神。如果不能得到谅解，至于死的罪的结果是永远在地狱中受惩罚。
可恕之罪是不符合至于死的罪标准的罪。犯下可恕之罪并不会使犯罪者停止享受神的恩典，因为犯罪人并没有拒绝神。但是可恕之罪伤害了犯罪者与神之间的关系，因此必须通过和解的圣礼或者接受圣餐礼与神和好。
至于死的罪与可恕之罪都有两种惩罚的性质。他们都引起犯罪过失，导致永久的惩罚（永罰）与暂时的惩罚。和好是神的仁慈的表现，也表明了犯罪过失和永罚。炼狱和贖罪表明的是暂时的惩罚，以及体现神的公义。
罗马天主教教义也将罪分为两部分：罪首先是一种罪恶或不道德的行为，破坏了神的律法；其次是罪行导致的不可避免的后果。犯罪可能且的确会将某人被神和社会所疏远。因此，天主教会坚持和好的对象必须同时是神和教会。
罗马天主教的罪观最近有所扩展。聖赦院执行长詹弗兰科·吉罗蒂(Gianfranco Girotti)蒙席称：“众所周知的罪行日益表明它们是破坏整个社会的行为”，包括如：
- “通过基因改造（或实验）侵犯人类自然权利”
- “药物（滥用），侵蚀意志，障人耳目；”
- “环境污染，”
- 社会经济中日益扩大的贫富差距，“造成无法容忍的社会不公”（积累过多财富，造成贫困）。

这次修正是为了鼓励进行忏悔和参加告解圣事。
至于死的罪是直接违背上帝的严重的和故意的行为，经常被人和七宗死罪：傲慢、妒忌、暴怒，傷悲、貪婪、貪食及色欲相混淆，但是他们并不相同。

### 引用
1. ↑  Action and Person: Conscience in Late Scholasticism and the Young Luther （页面存档备份，存于） Michael G. Baylor - 1977, "defined sin, in an objective sense, as contempt of god" page 27
2. ↑  The Theology of the Oral Torah: Revealing the Justice of God （页面存档备份，存于） Jacob Neusner - 1999, Page 523
3. ↑  The fall to violence: original sin in relational theology （页面存档备份，存于） Marjorie Suchocki - 1994 Page 29
4. ↑  Five Views on Sanctification - Page 188, Melvin Easterday Dieter, Stanley N. Gundry - 1996 "The other is 'deliberate violation of God's known will"
5. ↑  《牛津英语辞典》编纂委员会，《牛津英语辞典》(1971)  ISBN 0-19-861212-5。最早引用 约825年。
6. ↑  .   [2008-03-05]. （原始内容存档于2009-01-24）.
7. ↑  Liddell and Scott, Greek-English Lexicon 9th ed, Oxford: Clarendon Press.
8. ↑  Danker, Frederick W. A, Greek-English Lexicon of the New Testament and Other Early Christian Literature. 3d ed., Chicago/London: University of Chicago Press.
9. 1 2 3  - （页面存档备份，存于）/web/pdf/EnglishHandbook.pdf 英文版犹太教犹太人团手册]
10. ↑  .   [2008-03-05]. （原始内容存档于2011-04-29）.
11. ↑  . 美联社. 2008  [2008-03-10]. （原始内容存档于2008-03-11）.